# Уэйверли (Айова)
Уэйверли (англ. Waverly) — город и административный центр в округе Бример в штате Айова в Соединённых Штатах Америки.
Согласно результатам переписи населения США, проведённой в 2020 году, число жителей города составляло 10 394 человек, что, для такого небольшого населённого пункта, существенно больше (+5.3%), чем было во время предыдущей переписи прошедшей в 2010 году (9874 человек).

## История

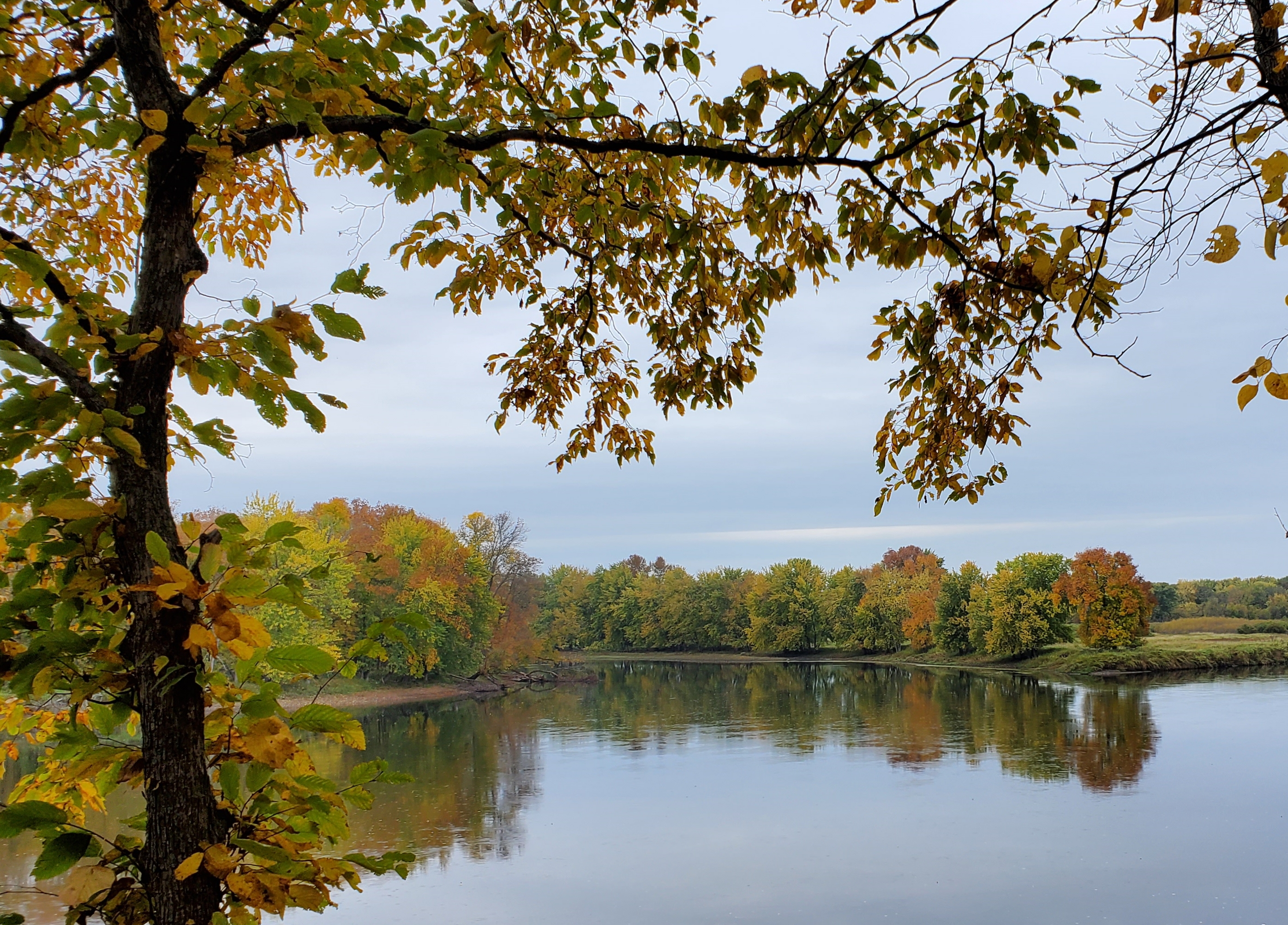
Река Кроу-Уинг-Ривер

Первые постоянные жители этого района были поселены в нём против их воли. Из-за предполагаемой помощи, оказанной вождю Чёрному Ястребу во время войны 1832 года между правительством США и индейскими племенами, виннебаго были вынуждены уступить свои земли к востоку от реки Миссисипи и переселиться на Нейтральную территорию, расположенную на территории современной северо-восточной Айовы. Им также предписывалось выдать нескольких своих соплеменников, обвиняемых в убийстве белых во время войны. В то время в этом районе проживало три племени: хо-чанк (около 500 человек), мескваки (около 100 человек) и потаваттоми (около 50 человек). 

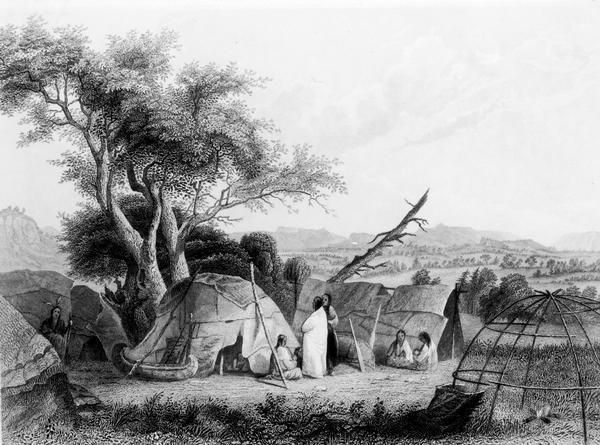
Стойбище виннебаго

С обретением Айовой статуса штата в 1846 году виннебаго снова были переселены. По договору 1845 года виннебаго обменяли свои земли в Айове на резервацию Лонг-Прери (у реки Кроу-Уинг-Ривер) площадью 800 000 акров (3200 км²) в Миннесоте и 190 000 долларов. В 1848 году отряд американских войск из Форт-Аткинсона прибыл, чтобы обеспечить переселение. 
В общей сложности, с 1840 по 1863 год виннебаго переселялись пять раз. Сначала их выселили на северо-восток Айовы, затем в Лонг-Прери, штат Миннесота, затем в Блу-Эрт, штат Миннесота, и наконец в Кроу-Крик, штат Южная Дакота. В 1865 году, после постоянных волнений, унесших жизни 700 членов племени, договорами 1865 и 1874 годов была создана нынешняя резервация виннебаго в Небраске. Племя потеряло более двух третей своих земель по Закону о всеобщем землевладении 1887 года. К 1913 году осталось лишь 120 000 акров (490 км²) пахотных земель, лесов и пастбищ. 

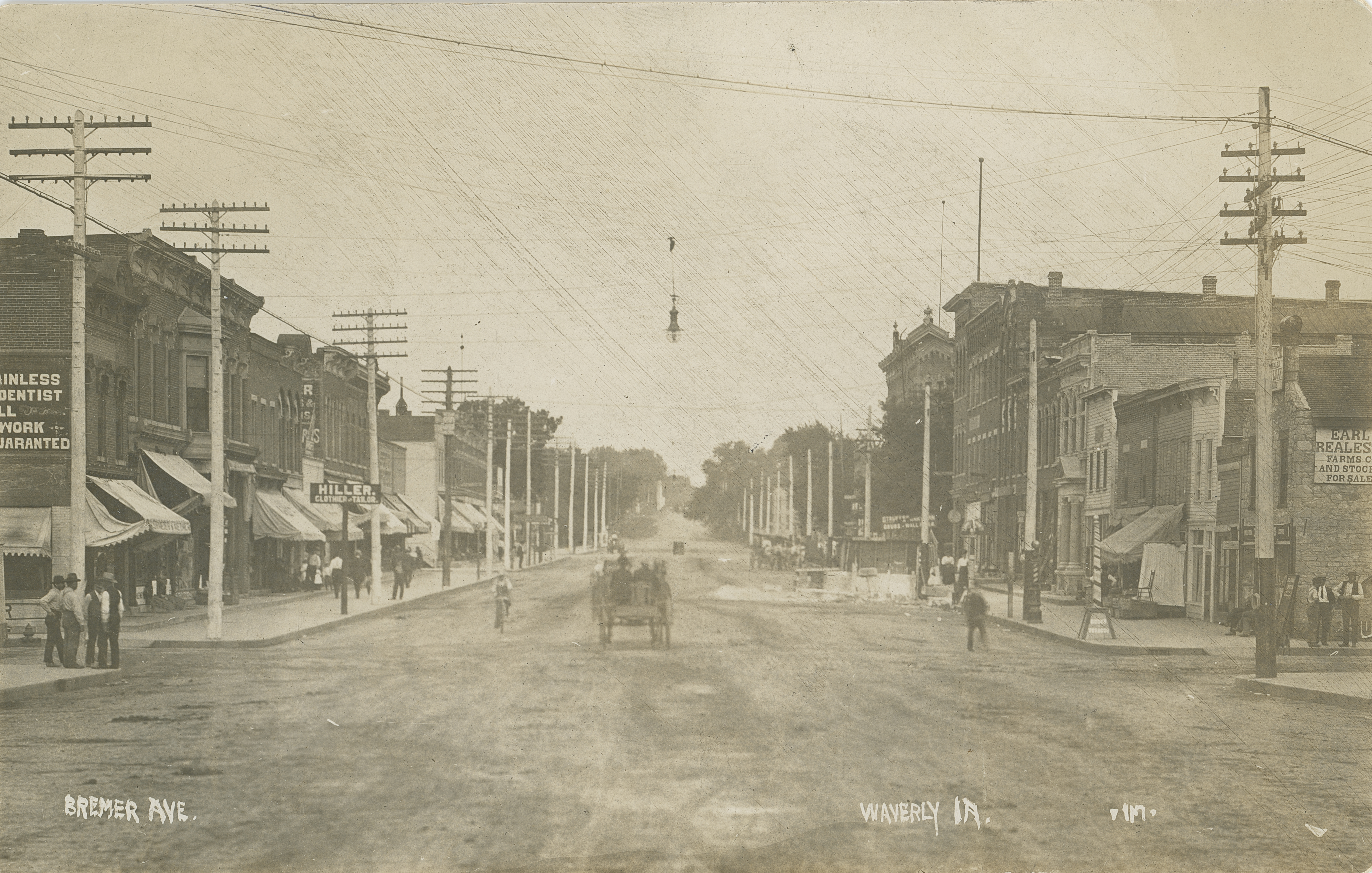
Мейн-Стрит, 1900 год

Фредерик Крецмейер (англ. Frederick Cretzmeyer) считается первым постоянным европейским поселенцем на земле, где ныне построен город Уэйверли. Купив 160 акров (0,6 км²) в 1852 году, и в следующем году закончил строительство бревенчатой хижины на восточном берегу реки Сидар. Вскоре, по мере прибытия других поселенцев, здесь было построено ещё несколько домов, некоторые из которых были построены прямо за холмом, за старым центром переработки отходов.
Уильям Паттерсон Хармон (англ. William Patterson Harmon) приехал в Уэйверли весной 1853 года с идеей основать город и лесопилку. Он выкупил большую часть территории, которую сейчас занимает город, у правительства США по цене 1,25 доллара за акр. 
Согласно данным Библиотеки штата Айова, территория получила статус города 25 апреля 1859 года поселение было инкорпорировано и включено в реестр штата Айова, благодаря чему некорпоративное сообщество Уэйверли официально получило статус города («Сity of» / «Town of»).

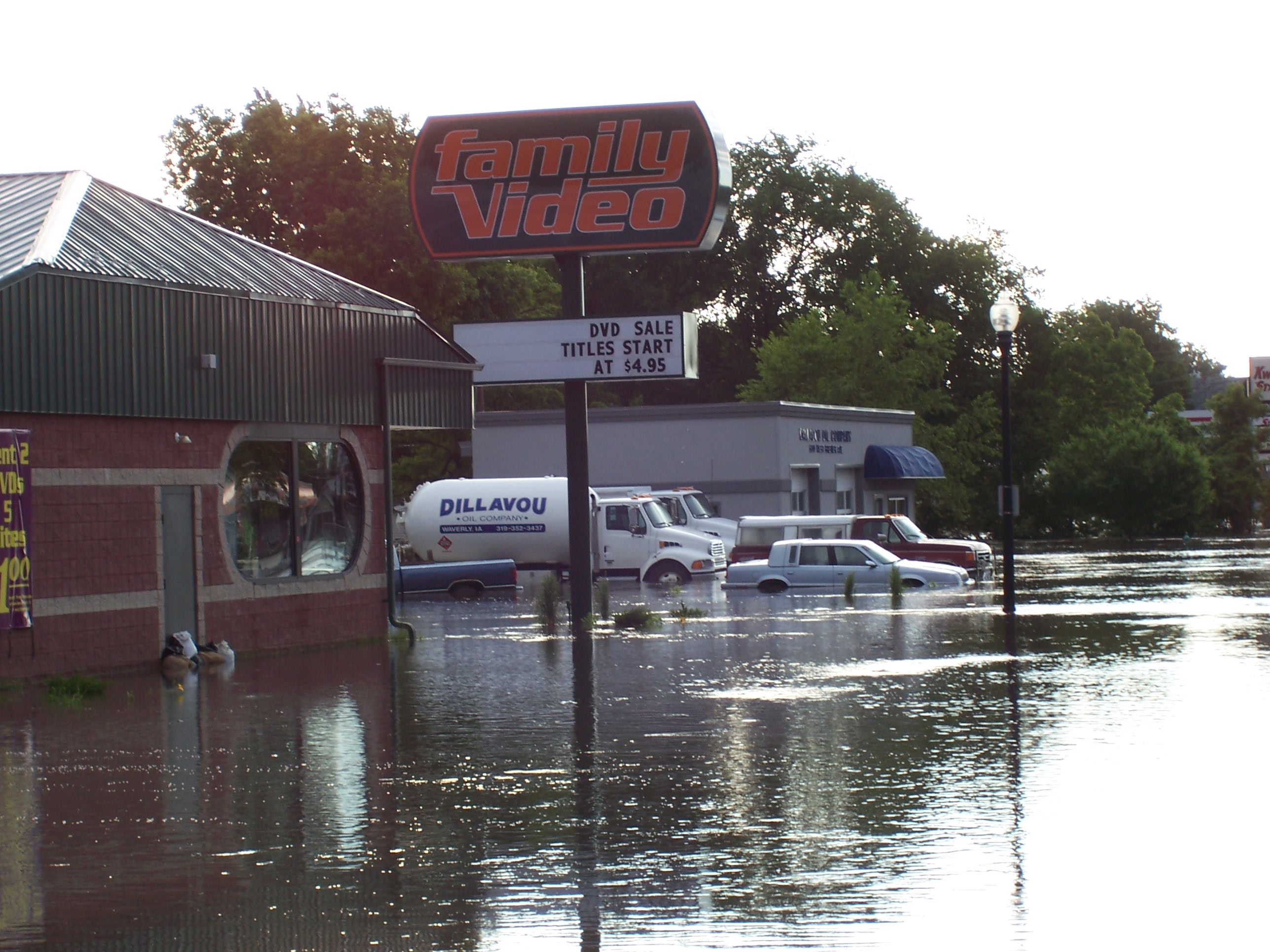
Наводнение в Айове (2008)

Первая школа была основана Чарльзом Энсайном в деревянной постройке в 1854 году. Каменное здание школы было построено к 1855 году, а ещё две школы были построены в 1861 и 1868 годах. Первым выпуском средней школы Уэверли стал выпуск 1875 года, в котором было два ученика. Публичная библиотека была основана в 1866 году.
В 2008 году город Уэйверли, как и другие населённые пункты Айовы, серьёзно пострадал от сильного наводнения.
В 2014 году исторический район города был внесён в Национальный реестр исторических мест США.

## География
В соответствии с данными указанными на сайте центрального статистического органа страны — Бюро переписи населения США, общая площадь города составляет 11,51 квадратных мили (29,81 км²), из которых 11,01 квадратных мили (28,52 км²) занимает суша, а 0,50 квадратных мили (1,29 км²) приходится на водную поверхность.